# Joseph Anthony
Joseph Anthony (Milwaukee, 24 maggio 1912 – Hyannis, 20 gennaio 1993) è stato un drammaturgo, attore e regista statunitense.

## Filmografia

### Regista
- Il mago della pioggia (The Rainmaker) (1956)
- Bella, affettuosa, illibata cercasi... (The Matchmaker) (1958)
- Il prezzo del successo (Career) (1959)
- Una notte movimentata (All in a Night's Work) (1961)
- La città prigioniera (1962)
- Tomorrow (1972)